# Charles-Augustin de Coulomb
Charles-Augustin de Coulomb   (Angulema, 14 de juny de 1736 - París, 23 d'agost de 1806) fou un físic i enginyer militar francès.

## Vida
Charles Coulomb era fill d'una família del Llenguadoc; va passar la seva infància i joventut a París i Montpeller. El 1760 va ingressar a l'École du Génie (l'escola dels enginyers militars de França) on va fer amistat amb el seu mestre, Charles Bossut, i el seu col·lega Jean-Charles de Borda. L'any següent es graduà com a Tinent de Primera.
De 1764 a 1772 va estar destinat a Martinica construint fortificacions per defensar l'illa. Quan va tornar a França, la seva salut estava molt deteriorada i així va continuar durant tota la seva vida. A França, va tenir destins a Bouchain, Cherbourg i Rochefort, abans d'establir-se definitivament a París el 1781, quan és escollit membre de l'Acadèmie des Sciences.
Durant aquesta època exercirà diferents càrrecs tècnics estatals (comissari d'aigües, educació, reforma hospitalària, etc.), així com al començament de la Revolució, fins que el 1793, en clausurar-se l'Acadèmie, se'n va a viure a unes possessions seves a Blois.
El 1795, en crear-se l'Institut de França, retorna a París i a partir de 1802 fins a la seva mort serà Inspector General d'Ensenyament Públic.
El 1802 es va casar amb Louise Françoise LeProust Desormeaux, la mare dels seus dos fills nascuts amb anterioritat al matrimoni.

## Obra
Coulomb és recordat sobretot pels seus experiments amb l'electricitat, havent descrit per primera vegada, de manera matemàtica i correcta, les lleis d'atracció i repulsió entre càrregues elèctriques. Aquestes lleis actualment s'anomenen Lleis de Coulomb. En el seu honor la unitat de càrrega elèctrica en el Sistema Internacional s'anomena coulomb.
També va publicar nombroses memòries sobre mecànica aplicada i física en general. D'especial importància van ser els seus articles sobre fricció i lliscament dels objectes en moviment. Totes aquestes memòries van ser publicades per l'Acadèmie o l'Institut.